# Alfa-neoagaro-oligosaharidna hidrolaza
Alfa-neoagaro-oligosaharidna hidrolaza (EC 3.2.1.159, alfa-neoagarooligosaharid hidrolaza, alfa-NAOS hidrolaza) je enzim sa sistematskim imenom alfa-neoagaro-oligosaharid 3-glikohidrolaza. Ovaj enzim katalizuje sledeću hemijsku reakciju
hidroliza (1->3)-alfa-L-galaktozidnih veza neoagaro-oligosaharida koji su manji od heksamera, čime se formira 3,6-anhidro--galaktoza i D-galaktoza
Kad se neoagaroheksaoza koristi kao supstrat, oligosaharid se razlaže sa neredukujućeg kraja čime se formira 3,6-anhidro-L-galaktoza i agaropentaoza.

## Literatura
- Nicholas C. Price; Lewis Stevens (1999). Fundamentals of Enzymology: The Cell and Molecular Biology of Catalytic Proteins (Third изд.). USA: Oxford University Press. ISBN 019850229X.
- Eric J. Toone (2006). Advances in Enzymology and Related Areas of Molecular Biology, Protein Evolution (Volume 75 изд.). Wiley-Interscience. ISBN 0471205036.
- Branden C; Tooze J. Introduction to Protein Structure. New York, NY: Garland Publishing. ISBN 0-8153-2305-0.
- Irwin H. Segel. Enzyme Kinetics: Behavior and Analysis of Rapid Equilibrium and Steady-State Enzyme Systems (Book 44 изд.). Wiley Classics Library. ISBN 0471303097.

## Spoljašnje veze
- Alpha-neoagaro-oligosaccharide+hydrolase на 